# Gail Davis
Gail Davis (ur. 5 października 1925, zm. 15 marca 1997) – amerykańska aktorka filmowa i telewizyjna.

## Filmografia
seriale
- 1949: The Lone Ranger jako Mary Webster
- 1951: The Adventures of Kit Carson
- 1954: Annie Oakley jako Annie Oakley
- 1960: The Andy Griffith Show jako Karen Moore

film
- 1947: The Romance of Rosy Ridge
- 1949: Brand of Fear jako Anne Lamont
- 1951: Silver Canyon jako Dell Middler
- 1952: The Old West jako Arlie Williams
- 1973: Coffy jako Bricke Redd

## Wyróżnienia
Posiada swoją gwiazdę na Hollywoodzkiej Alei Gwiazd.